# Félix Savart
Félix Savart (Charleville-Mézières, 30 de junho de 1791 — Paris, 16 de março de 1841) foi um físico e matemático que é conhecido principalmente pela lei de Biot-Savart do eletromagnetismo, que ele descobriu junto com seu colega Jean-Baptiste Biot. Seu principal interesse era a acústica e o estudo de corpos vibrantes. Um interesse particular pelo violino o levou a criar um modelo trapezoidal experimental. Ele deu seu nome ao savart, uma unidade de medida para intervalos musicais, e à roda de Savart - um dispositivo que ele usou enquanto investigava o alcance da audição humana.

## Biografia
Ele era filho de Gérard Savart, engenheiro da escola militar de Metz. Seu irmão, Nicolas, que era aluno da École Polytechnique e oficial do corpo de engenharia, trabalhava com vibração. No hospital militar de Metz, Savart estudou medicina e mais tarde continuou seus estudos na Universidade de Estrasburgo, onde se graduou em medicina em 1816. Savart tornou-se professor no Collège de France em 1820 e foi o co-criador da lei Biot-Savart, junto com Jean-Baptiste Biot. Juntos, eles trabalharam na teoria do magnetismo e correntes elétricas. Sua lei foi desenvolvida e publicada em 1820. A lei de Biot-Savart relaciona os campos magnéticos às correntes que são suas fontes.
Savart também estudou acústica. Ele desenvolveu a roda Savart que produz som em frequências graduadas específicas usando discos giratórios.
Félix Savart é o nome de uma unidade de medida para intervalos musicais, o savart, embora na verdade tenha sido inventado por Joseph Sauveur (a lei da eponímia de Stigler).

## Publicações
- Mémoire sur la construction des instrumens à cordes et à archet (em francês). Paris: Jean-François-Pierre Deterville. 1819